# Europiella morrisoni
Europiella morrisoni är en insektsart som beskrevs av Schuh 2004. Europiella morrisoni ingår i släktet Europiella och familjen ängsskinnbaggar. Inga underarter finns listade i Catalogue of Life.